# 唐詩三百首
『唐詩三百首』（とうしさんびゃくしゅ）は、清の孫洙（字は臨西）が編纂（さん）したと言われている詞華集。1763年（乾隆28年）、孫洙53歳のときに完成した。
編者の孫洙は、世上「蘅塘退士（こうとうたいし）」の名で知られるが、これは「蘅塘」・「退士」という二つの号を併せた呼称である。孫洙の人となりについては、近年の研究でようやく明らかになってきたものであり、その唐代の詩に対する考え方も、本書にどのような作品が採用されているかという点から推測するよりほか、今日では手掛かりがない。本書は、その選詩の基準という点において、沈徳潜が1717年（康熙56年）に撰した『唐詩別裁集』に拠るところが大きい。

## 構成
版本により多少の異同があるようだが、総計5万余首を数えるという唐詩の中から、77人の詩人の作品、313首を選び出しており、その構成は以下のようである。なお、この300という数は、中国最古の詞華集『詩経』に採られている歌謡がおおよそ300であることによる。
- 巻一、五言古詩40首（うち同題の連作2首2組；楽府7首）
- 巻二、七言古詩18首
- 巻三、　 （同）　 10首
- 巻四、七言楽府14首（うち連作2首1組）
- 巻五、五言律詩80首
- 巻六、七言律詩54首（うち連作5首1組、連作3首1組、無題詩連作2首2組；楽府1首）
- 巻七、五言絶句37首（うち楽府4首、その中に連作2首1組、連作4首1組）
- 巻八、七言絶句60首（うち連作2首2組；楽府7首、その中に連作3首1組）

※ 陳婉俊（清）補注本、商務印書館発行（奥付は第22刷、1998年5月）の版本に拠る。

## 特質
本書における特徴は、詩体別の採用数から見ていくと、上記の通り巻五以下の五七言の絶句・律詩を多く選んでいることが挙げられる。これは唐代にその完成を見た、いわゆる近体詩（「今体詩」とも表記）こそが唐詩の精華であることに鑑みれば、まずは妥当な配分と言えよう。
次に時代別の数。唐代文学は、唐朝をその政治史から初唐・盛唐・中唐・晩唐の4期に分け、それぞれの時代ごとに見ていくのが一般である。が、むろんこれは絶対的なものではなく、古代中国の文人というのがほとんどの場合、とりもなおさず中央官僚であったため、その境遇が政変に左右されやすいことに一因する。
『唐詩三百首』が、類書の『唐詩選』や『三体詩』などと決定的に異なるのが、この時代別に見ていった際の配分率である。すなわち、『唐詩選』が初・盛唐詩を重点的に採用し、『三体詩』が多く中・晩唐詩から選抜しているのに対し、「三百首」は初・盛・中・晩唐の佳品をほぼあまねく網羅しており、唐朝一代の詩史・詩風を概観するのに好都合な配置となっている。これは『唐詩三百首』の編集方針が、その序に「家塾の教科書として初学の児童に教えることを目的に、人口に膾炙したとりわけ重要な作品ばかりを選んだ」とあることから察せられるように、唐詩入門書を作るということにあったからである。ゆえに現今も中国にあっては初等・中等教育で盛んに使用され、日本においても高校・大学での漢文授業にテキストとして好んで採用されている。
古典中国文学者の田部井文雄『唐詩三百首詳解』によれば、『唐詩選』と『唐詩三百首』とを比べるとき、日本人にもよく知られる王維、李白、杜甫について調べてみると、数の上ではそれぞれ王維（31/29）、李白（33/29）、杜甫（51/39）と拮抗していると言える。しかし、王維の「渭川田家」「輞川間居贈裴秀才迪」「山居秋暝」、李白では「将進酒」「月下独酌」「蜀道難」、また杜甫の「春望」「月夜」「贈衛八処士」「兵車行」といった名品は、『唐詩三百首』にはあっても、『唐詩選』には見られない。さらに、白居易の作品を一首も採らない『唐詩選』に対し、『唐詩三百首』では古今の絶唱と言われる白居易の「長恨歌」を読めるといったことなども考え合わせると、『唐詩三百首』は、最良の初学者向けのテキストと見ることができると、述べている。
『誤訳・愚訳 漢文の読めない漢学者たち!』（久保書店、1967年）で、岩波の『唐詩選』をはじめとする唐詩の誤訳や原文の間違い、注解の至らなさなどを痛烈に批判した張明澄は、幼少時から家学としての漢学を仕込まれ、『唐詩三百首』などは丸暗記させられたと述べる。

## 作者一覧
章燮の『唐詩三百首注疏』（全321首）に選ばれた作者と収録詩数を示す。
| 時期 | 作者   | 収録詩数 |
| ---- | ------ | -------- |
| 初唐 | 王勃   | 1        |
| 初唐 | 駱賓王 | 1        |
| 初唐 | 杜審言 | 1        |
| 初唐 | 沈佺期 | 2        |
| 初唐 | 宋之問 | 1        |
| 初唐 | 賀知章 | 1        |
| 初唐 | 陳子昂 | 1        |
| 初唐 | 張旭   | 1        |
| 初唐 | 張九齢 | 5        |
| 盛唐 | 唐玄宗 | 1        |
| 盛唐 | 王翰   | 1        |
| 盛唐 | 王之渙 | 2        |
| 盛唐 | 孟浩然 | 15       |
| 盛唐 | 李頎   | 7        |
| 盛唐 | 綦毋潜 | 1        |
| 盛唐 | 王湾   | 1        |
| 盛唐 | 丘為   | 1        |
| 盛唐 | 王昌齢 | 8        |
| 盛唐 | 祖詠   | 2        |
| 盛唐 | 王維   | 29       |
| 盛唐 | 李白   | 35       |
| 盛唐 | 劉慎虚 | 1        |
| 盛唐 | 高適   | 2        |
| 盛唐 | 崔曙   | 1        |
| 盛唐 | 崔顥   | 4        |
| 盛唐 | 常建   | 2        |
| 盛唐 | 劉長卿 | 11       |
| 盛唐 | 劉方平 | 2        |
| 盛唐 | 杜甫   | 39       |
| 盛唐 | 皇甫冉 | 1        |
| 盛唐 | 岑参   | 7        |
| 盛唐 | 裴迪   | 1        |
| 中唐 | 銭起   | 3        |
| 中唐 | 張継   | 1        |
| 中唐 | 韓翃   | 3        |
| 中唐 | 元結   | 2        |
| 中唐 | 僧皎然 | 1        |
| 中唐 | 顧況   | 1        |
| 中唐 | 柳中庸 | 1        |
| 中唐 | 戴叔倫 | 1        |
| 中唐 | 李端   | 1        |
| 中唐 | 韋応物 | 12       |
| 中唐 | 盧綸   | 7        |
| 中唐 | 李益   | 3        |
| 中唐 | 孟郊   | 2        |
| 中唐 | 王建   | 1        |
| 中唐 | 權德輿 | 1        |
| 中唐 | 張籍   | 1        |
| 中唐 | 韓愈   | 4        |
| 中唐 | 司空曙 | 3        |
| 中唐 | 劉禹錫 | 4        |
| 中唐 | 白居易 | 6        |
| 中唐 | 柳宗元 | 5        |
| 中唐 | 元稹   | 4        |
| 中唐 | 賈島   | 1        |
| 中唐 | 張祜   | 5        |
| 中唐 | 朱慶餘 | 2        |
| 中唐 | 金昌緒 | 1        |
| 晩唐 | 許渾   | 2        |
| 晩唐 | 杜秋娘 | 1        |
| 晩唐 | 馬戴   | 2        |
| 晩唐 | 杜牧   | 10       |
| 晩唐 | 薛逢   | 1        |
| 晩唐 | 李商隠 | 24       |
| 晩唐 | 陳陶   | 1        |
| 晩唐 | 温庭筠 | 4        |
| 晩唐 | 李頻   | 1        |
| 晩唐 | 鄭畋   | 1        |
| 晩唐 | 韋荘   | 2        |
| 晩唐 | 張泌   | 1        |
| 晩唐 | 韓偓   | 1        |
| 晩唐 | 杜荀鶴 | 1        |
| 晩唐 | 張喬   | 1        |
| 晩唐 | 秦韜玉 | 1        |
| 晩唐 | 崔塗   | 2        |
| 不明 | 西鄙人 | 1        |
| 不明 | 無名氏 | 1        |

## 他の詩集にも選ばれた詩

### 『唐詩選』にも選ばれた詩
| 作者   | 詩型     | 作品名                                                               |
| ------ | -------- | -------------------------------------------------------------------- |
| 張九齢 | 古詩     | 『感遇 その一』                                                      |
| 王維   | 古詩     | 『送別』                                                             |
| 岑参   | 古詩     | 『高適、薛拠とともに慈恩寺の浮図に登る』                             |
| 杜甫   | 古詩     | 『韋諷録事の宅にて、曹将軍の画馬の図を観る』                         |
| 杜甫   | 古詩     | 『丹青の引 曹将軍霸に贈る』                                          |
| 杜甫   | 古詩     | 『哀江頭』                                                           |
| 王勃   | 五言律詩 | 『杜少府、任に蜀州に之く』                                           |
| 杜審言 | 五言律詩 | 『晋陵の陸丞相の『早春游望』に和す』                                 |
| 王湾   | 五言律詩 | 『北固山下に次る』                                                   |
| 常建   | 五言律詩 | 『破山寺の後の禅院』                                                 |
| 岑参   | 五言律詩 | 『左省の杜拾遺に寄す』                                               |
| 李白   | 五言律詩 | 『友人を送る』                                                       |
| 杜甫   | 五言律詩 | 『春、左省に宿す』                                                   |
| 杜甫   | 五言律詩 | 『岳陽楼に登る』                                                     |
| 王維   | 五言律詩 | 『終南山』                                                           |
| 王維   | 五言律詩 | 『香積寺を過る』                                                     |
| 孟浩然 | 五言律詩 | 『洞庭に臨み、張丞相に上る』                                         |
| 崔顥   | 七言律詩 | 『黄鶴楼』                                                           |
| 崔顥   | 七言律詩 | 『行くゆく華陰を経』                                                 |
| 祖詠   | 七言律詩 | 『薊門を望む』                                                       |
| 李頎   | 七言律詩 | 『魏万の京に之くを送る』                                             |
| 李白   | 七言律詩 | 『金陵の鳳凰台に登る』                                               |
| 高適   | 七言律詩 | 『李少府の峽中に貶せられ、王少府の長沙に貶せらるるを送る』           |
| 岑参   | 七言律詩 | 『買至舎人が『早に大明宮に朝す』の作に和す』                         |
| 王維   | 七言律詩 | 『賈至舎人が『早に大明宮に朝す』の作に和す』                         |
| 王維   | 七言律詩 | 『聖製『蓬莱より興慶に向かう閣道中留春雨中春望』の作に和し奉る応制』 |
| 王維   | 七言律詩 | 『郭給事に酬ゆ』                                                     |
| 杜甫   | 七言律詩 | 『野望』                                                             |
| 杜甫   | 七言律詩 | 『登高』                                                             |
| 杜甫   | 七言律詩 | 『登楼』                                                             |
| 杜甫   | 七言律詩 | 『閣夜』                                                             |
| 銭起   | 七言律詩 | 『闕下の裴舎人に贈る』                                               |
| 柳宗元 | 七言律詩 | 『柳州の城楼に登りて漳汀封連、四州の刺史に寄す』                     |
| 王維   | 五言絶句 | 『鹿柴』                                                             |
| 王維   | 五言絶句 | 『竹里館』                                                           |
| 王維   | 五言絶句 | 『雑詩』                                                             |
| 祖詠   | 五言絶句 | 『終南、余雪を望む』                                                 |
| 孟浩然 | 五言絶句 | 『春暁』                                                             |
| 李白   | 五言絶句 | 『夜思』                                                             |
| 李白   | 五言絶句 | 『怨情』                                                             |
| 王之渙 | 五言絶句 | 『鶴雀楼に登る』                                                     |
| 韋応物 | 五言絶句 | 『秋夜、邱員外に寄す』                                               |
| 賈島   | 五言絶句 | 『隠者を尋ねて遇わず』                                               |
| 西鄙人 | 五言絶句 | 『哥舒の歌』                                                         |
| 崔顥   | 五言絶句 | 『長干行 その一』                                                    |
| 盧綸   | 五言絶句 | 『塞下の曲 その三』                                                  |
| 王維   | 七言絶句 | 『九月九日、山東の兄弟を憶う』                                       |
| 王昌齢 | 七言絶句 | 『芙蓉楼にて辛漸を送る』                                             |
| 王昌齢 | 七言絶句 | 『閨怨』                                                             |
| 王昌齢 | 七言絶句 | 『春宮曲』                                                           |
| 王翰   | 七言絶句 | 『涼州詞』                                                           |
| 李白   | 七言絶句 | 『黄鶴楼にて孟浩然が広陵に之くを送る』                               |
| 李白   | 七言絶句 | 『早に白帝城を発す』                                                 |
| 李白   | 七言絶句 | 『清平調 三首』                                                      |
| 岑参   | 七言絶句 | 『京に入る使に逢う』                                                 |
| 張継   | 七言絶句 | 『楓橋夜泊』                                                         |
| 韓翃   | 七言絶句 | 『寒食』                                                             |
| 李益   | 七言絶句 | 『夜、受降城に上りて笛を聞く』                                       |
| 李商隠 | 七言絶句 | 『夜雨、北に寄す』                                                   |
| 李商隠 | 七言絶句 | 『令狐郎中に寄す』                                                   |

### 『三体詩』にも選ばれた詩
| 作者   | 詩型     | 作品名                                                     |
| ------ | -------- | ---------------------------------------------------------- |
| 杜審言 | 五言律詩 | 『晋陵の陸丞相の『早春游望』に和す』                       |
| 王湾   | 五言律詩 | 『北固山下に次る』                                         |
| 常建   | 五言律詩 | 『破山寺の後の禅院』                                       |
| 王維   | 五言律詩 | 『香積寺を過る』                                           |
| 孟浩然 | 五言律詩 | 『諸子と与に峴山に登る』                                   |
| 劉長卿 | 五言律詩 | 『南渓の常道士を尋ぬ』                                     |
| 司空曙 | 五言律詩 | 『雲陽関にて韓紳と宿別す』                                 |
| 杜荀鶴 | 五言律詩 | 『春宮怨』                                                 |
| 僧皎然 | 五言律詩 | 『陸鴻漸を尋ねて遇わず」                                   |
| 崔顥   | 七言律詩 | 『黄鶴楼』                                                 |
| 高適   | 七言律詩 | 『李少府の峽中に貶せられ、王少府の長沙に貶せらるるを送る』 |
| 岑参   | 七言律詩 | 『賈至舎人が『早に大明宮に朝す』の作に和す』               |
| 王維   | 七言律詩 | 『賈至舎人が『早に大明宮に朝す』の作に和す』               |
| 王維   | 七言律詩 | 『積雨輞川莊の作』                                         |
| 韓翃   | 七言律詩 | 『同じく仙遊観に題す』                                     |
| 盧綸   | 七言律詩 | 『晩に鄂州に次る』                                         |
| 劉禹錫 | 七言律詩 | 『西塞山懐古』                                             |
| 李商隠 | 七言律詩 | 『錦瑟」                                                   |
| 李商隠 | 七言律詩 | 『隋宮」                                                   |
| 李商隠 | 七言律詩 | 『籌筆駅」                                                 |
| 王維   | 七言絶句 | 『九月九日、山東の兄弟を憶う』                             |
| 岑参   | 七言絶句 | 『京に入る使に逢う』                                       |
| 韋応物 | 七言絶句 | 『滁州の西澗』                                             |
| 張継   | 七言絶句 | 『楓橋夜泊』                                               |
| 韓翃   | 七言絶句 | 『寒食』                                                   |
| 張祜   | 七言絶句 | 『集霊台 その二』                                          |
| 杜牧   | 七言絶句 | 『将に呉與に赴かんとして、楽遊原に登る」                   |
| 杜牧   | 七言絶句 | 『赤壁」                                                   |
| 杜牧   | 七言絶句 | 『秦淮に泊す』                                             |
| 李商隠 | 七言絶句 | 『賈生」                                                   |

## 主な訳注書
中国本土での最初期の注釈は、1835年（道光15年）に厳州府（浙江省）建徳の文人章燮による『唐詩三百首注疏』で、孫洙撰『唐詩三百首』は、全6巻・310首だが、章燮の『―注疏』は、少し構成を変え、詩11首を増補し、全321首とした。1844年（道光24年）には、江寧府（江蘇省）上元の女性文人の陳婉俊による注解『唐詩三百首補注』が出され、体裁を全8巻に再編、孫洙本より詩3首を増やし全313首である。
- 目加田誠『唐詩三百首』 全3巻、平凡社〈東洋文庫〉、1973年 - 1975年。ワイド版2004年

（1巻）ISBN 9784582802399　
（2巻）ISBN 9784582802658　
（3巻）ISBN 9784582802672
- 田部井文雄『唐詩三百首詳解』 上・下、大修館書店、1988年 - 1990年。

（上巻）ISBN 9784469230550　
（下巻）ISBN 9784469230734
- 深澤一幸『唐詩三百首　鑑賞中国の古典19』角川書店、1989年。ISBN 9784045909191。
- 江口孝夫『対訳唐詩三百首』 上・下、勉誠出版、2008年。上-古詩篇、下-律詩・絶句篇[2]